# Cástor Fantoba
Cástor Fantoba, nacido en Sangüesa (Navarra) en 1966, es ingeniero técnico aeronáutico por la Escuela Universitaria de Ingeniería Técnica Aeronáutica, Universidad Politécnica de Madrid. Es comandante de Boeing 737, 757 y 767. Además, es piloto agroforestal y piloto acrobático. Tiene experiencia en diversos trabajos aéreos, como arrastre de cartel, escritura con humo, fumigación y, finalmente, extinción de incendios. 
Es instructor de vuelo acrobático e integrante del Equipo Nacional de Vuelo Acrobático (ENVA) desde 1999. Ganó su primer Campeonato de España en 1997, en categoría Intermedio, pero fue en 2002 cuando se coronó por primera vez Campeón de España absoluto. Es miembro fundador del Equipo Bravo3 de vuelo acrobático desde 2011.
Cástor ha sido embajador de la Marca España desde 2014 hasta 2018, fue otorgado en 2019 el Diploma Paul Tissandier de la FAI por su trayectoria y labor en apoyo de la aviación deportiva y galardonado por Avión Revue Internacional a la Excelencia Deportiva 2019.Medalla del Comité Olímpico Español por Méritos deportivos 2023. Ha sido galardonado con el prestigioso premio "Aviator of the Year 2024", otorgado por la Universidad de Antalya Bilim, Turquía por su contribución excepcional a la aviación. Reconocido oficialmente Deportista de Alto Nivel (DAN) por el Consejo Superior de Deportes desde 2005. Ha logrado 57 medallas en su trayectoria deportiva, seis medallas en una única competición de máxima categoría (EAC 2014). Ha conseguido 33 medallas FAI entre los cuales destacan seis oros.

## Trayectoria deportiva
Actualmente doble medalla de bronce en Freestyle y Clásico en el Mundial 2024, Subcampeón del Mundo por Equipos 2022; Subcampeón del Mundo en Freestyle en 2019; tres medallas de bronce en el Mundial 2017; doble medalla de bronce en el Mundial 2015, medalla de bronce en Clásico y en Freestyle en el Europeo 2016, Campeón de Europa Absoluto 2014, 13 veces Campeón de España Absoluto, Clásico (2002, 2009, 2011, 2012, 2014, 2015, 2017, 2018, 2019, 2020, 2021, 2022, 2024), 8 veces Campeón de España, Freestyle y 3 veces Campeón de Ilimitado en el Open de España.
- 2024
  - Medalla de Bronce, Freestyle, en el Campeonato del Mundo
- 2024
  - Medalla de Bronce en el Programa Desconocido1 de Clásico, Campeonato del Mundo
- 2024
  - Campeón de España, Ilimitado en el Campeonato de España de Vuelo Acrobático
  - Campeón, Ilimitado en el Open de España de Vuelo Acrobático
- 2024
  - Subcampeón de España, Freestyle en el Campeonato de España de Vuelo Acrobático
  - Subcampeón, Freestyle en el Open de España de Vuelo Acrobático
- 2023
  - Campeón de España, Freestyle, Campeonato del Mundo de Vuelo Acrobático
- 2022
  - Subcampeón del Mundo por Equipos, Campeonato del Mundo de Vuelo Acrobático (Leszno, Polonia)
- 2019
  - Subcampeón del Mundo, Freestyle, Campeonato del Mundo de Vuelo Acrobático (Chateauroux, Francia)
  - Campeón de España, Ilimitado en el Campeonato de España de Vuelo Acrobático
  - Campeón de España, Freestyle en el Campeonato de España de Vuelo Acrobático
  - Campeón, Ilimitado en el Open de España
  - Subcampeón, Freestyle en el Open de España
- 2018
  - Campeón de España Absoluto en el Campeonato de España de Vuelo Acrobático
- 2017
  - Medalla de Bronce, Freestyle, en el Campeonato del Mundo
  - Medalla de Bronce en el Programa Libre de Clásico, Campeonato del Mundo
  - Medalla de Bronce en el Programa Desconocido1 de Clásico, Campeonato del Mundo
  - Campeón de España Absoluto en el Campeonato de España de Vuelo Acrobático
- 2016
  - Medalla de Bronce, Freestyle, en el Campeonato de Europa
  - Medalla de Bronce, en el Programa Libre de Clásico, Campeonato de Europa
- 2015
  - Campeón de España Absoluto en el Campeonato de España de Vuelo Acrobático
  - Medalla de Bronce, Campeonato del Mundo de Vuelo Acrobático (Chateauroux, Francia)
  - Medalla de Bronce, Freestyle, Campeonato del Mundo de Vuelo Acrobático (Chateauroux, Francia)
  - Medalla de Plata Programa Libre, Campeonato del Mundo de Vuelo Acrobático (Chateauroux, Francia)
- 2014
  - Campeón de Europa Absoluto, Campeonato de Europa de Vuelo Acrobático del (Matko, Hungría)
  - Campeón de España Absoluto en el Campeonato de España de Vuelo Acrobático
  - Medalla de Oro, Programa Conocido, Campeonato de Europa de Vuelo Acrobático (Matko, Hungría)
  - Medalla de Plata Primer Programa Desconocido, Campeonato de Europa de Vuelo Acrobático (Matko, Hungría)
  - Medalla de Bronce Segundo Programa Desconocido, Campeonato de Europa de Vuelo Acrobático (Matko, Hungría)
  - Medalla de Bronce Programa Libre, Campeonato de Europa de Vuelo Acrobático (Matko, Hungría)
  - Medalla de Bronce por Equipos, Campeonato de Europa de Vuelo Acrobático (Matko, Hungría)
- 2012
  - Campeón de España Absoluto en el Campeonato de España de Vuelo Acrobático
- 2011
  - Campeón FAI Desert Challenge, Al Ain, UAE[8]
  - 4º posición (H/C) masculino, Campeonato del Mundo de Vuelo Acrobático, (Foligno, Italia)
  - 2a posición (H/C) Freestyle, Campeonato del Mundo de Vuelo Acrobático, (Foligno, Italia)[9]
  - Tercera posición (H/C) programa Libre Campeonato del Mundo, (Foligno, Italia)
  - Subcampeón China Aerobatic Challenge, (Laiwu, China)
- 2010
  - 3ª posición Al Ain Aerobatic Airshow, (Al Ain (Emiratos Árabes Unidos)
  - 7ª posición masculino (H/C) Campeonato de Europa de Vuelo Acrobático, (Touzim, República Checa)
  - 3ª posición por Equipos (H/C) Campeonato de Europa de Vuelo Acrobático, (Touzim, República Checa)
  - 3ª posición FAI China Challenge, (Laiwu, China)
- 2009
  - Campeón de España Absoluto en el Campeonato de España de Vuelo Acrobático
  - Campeón Absoluto, Copa triangular de vuelo acrobático
- 2008
  - 4ª posición, categoría masculino, Campeonato de Europa de Vuelo Acrobático (Hradec Kralove, República Checa)
  - Subcampeón de Europa de Freestyle, Campeonato de Europa de Vuelo Acrobático (Hradec Kralove, República Checa)
  - Subcampeón del FAI Grand Prix de Japón, (Motegi, Japón)
  - Campeón del FAI WEAF (Constanza, Rumanía)
- 2007
  - Subcampeón del Mundo por equipos, Campeonato del Mundo de Vuelo Acrobático (Granada, España)
  - 4ª posición, categoría masculino, Campeonato del Mundo de Vuelo Acrobático (Granada, España)
  - Campeón, Programa Obligatorio, Campeonato del Mundo de Vuelo Acrobático (Granada, España)
- 2006
  - Medalla de Oro 2º desconocido en el Campeonato de Europa
  - Subcampeón del Campeonato de Europa de Vuelo Acrobático por Equipos (Grenchen, Suiza)[10]
  - Tercer puesto Absoluto en el Campeonato de España de Vuelo Acrobático
- 2005
  - Sexto puesto en Categoría Masculino, Campeonato del Mundo de Vuelo Acrobático (Burgos, España)
  - Campeón Absoluto, Copa Triangular de Vuelo Acrobático
  - Premio Flyer a su trayectoria deportiva
- 2004
  - Campeón Absoluto, Copa Triangular de Vuelo Acrobático
- 2002
  - Campeón de España Absoluto en el Campeonato de España de Vuelo Acrobático[6]
- 1999
  - Subcampeón de España Absoluto en el Campeonato de España de Vuelo Acrobático
- 1998
  - Tercer puesto Absoluto en el Campeonato de España de Vuelo Acrobático
- 1997
  - Campeón de España en Categoría Intermedio en el Campeonato de España de Vuelo Acrobático
- 1996
  - Subcampeón de España en Categoría Deportivo en el Campeonato de España de Vuelo Acrobático